# فرانسواز جيلارد
فرانسواز جيلارد (بالفرنسية: Françoise Gaillard)‏ هي فيلسوفة فرنسية، ولدت في 31 يناير 1936.